# Viola roigii
Viola roigii är en violväxtart som beskrevs av R.A. Rossow. Viola roigii ingår i släktet violer, och familjen violväxter. Inga underarter finns listade i Catalogue of Life.